# 사이먼 킨리사이드
사이먼 킨리사이드 경(영어: Sir Simon Keenlyside, CBE, 1959년 8월 3일 ~ )은 영국의 바리톤 성악가이다.

## 어린 시절
레이먼드 킨리사이드와 앤 킨리사이드 사이에서 태어났다. 아버지 레이먼드는 애올리언 콰르텟(Aeolian Quartet) 제2바이올린 주자였으며, 할머니 또한 전문 바이올리니스트였다. 그는 다른 아이들이 자장가를 들으며 잠을 청할 때 자신은 하이든, 모차르트, 슈베르트의 음악을 들었다고 한다. 그는 케임브리지 대학교 세인트존스 칼리지(St John's College, Cambridge)에서 소년 성가대원으로 있기도 했다.

## 서훈
- 2003년 대영 제국 훈장 3등급(CBE) 수훈[1]
- 2018년 기사작위(Knight Bachelor) 서임[2]